# Playlista
Playlista – oficjalna lista piosenek, jakie stacja radiowa emituje w ciągu tygodnia. Pozwala na częstą emisję wybranych utworów.
W przypadku niektórych formatów radiowych playlisty mają duże znaczenie, ponieważ są publikowane w prasie muzycznej, w celu odzwierciedlenia aktualnych trendów panujących w muzyce. Playlisty powszechnie stosowane są w radiu CHR.